# Xã Kingston, Quận Caldwell, Missouri
Xã Kingston (tiếng Anh: Kingston Township) là một xã thuộc quận Caldwell, tiểu bang Missouri, Hoa Kỳ. Năm 2010, dân số của xã này là 623 người.